# Fangel
Fangel är en tätort i Odense kommun i Region Syddanmark i Danmark. Tätorten har 459 invånare (2024). Den ligger på Fyn, cirka 10,5 kilometer sydväst om Odense.